# Hirsutiella zachvatkini
Hirsutiella zachvatkini är en spindeldjursart som först beskrevs av Schluger 1948.  Hirsutiella zachvatkini ingår i släktet Hirsutiella, och familjen Trombiculidae. Arten är reproducerande i Sverige.